# MC Algier
Mouloudia Club d'Alger (arab. مولودية الجزائر) – algierski klub piłkarski,  grający obecnie w pierwszej lidze, mający siedzibę w mieście Algier, stolicy kraju.

## Historia
Klub został założony w 1921. Swój pierwszy sukces osiągnął w 1971, kiedy sięgnął po Puchar Algierii, a łącznie zdobywał go osiem razy. Także siedmiokrotnie zostawał mistrzem Algierii - pierwszy tytuł zdobył w 1972. W 1976 awansował do finału Pucharu Mistrzów, a w nim okazał się lepszy od gwinejskiego klubu Hafia Conakry (0:3, 3:0, karne 3:0).
Domowe mecze MC Algier rozgrywa na stadionie 5 Lipca 1962, mieszczącym 80 tysięcy widzów i będącym największym obiektem sportowym w kraju.

## Sukcesy
- Mistrzostwo Algierii: 9 razy
1972, 1975, 1976, 1978, 1979, 1999, 2010, 2024, 2025
- Puchar Algierii: 8 razy
1971, 1973, 1976, 1983, 2006, 2007, 2014, 2016
- Superpuchar Algierii: 3 razy
2006, 2007, 2014
- Puchar Ligi Algierskiej: 2 razy
1998, 1999
- Puchar Mistrzów: 1 raz
1976
- Puchar Zdobywców Pucharów Maghrebu: 2 razy
1971/1972, 1973/1974